# IPadOS
iPadOS je mobilní operační systém vyvíjený firmou Apple Inc. pro jejich tablety iPad. iPadOS 13 jako první samostatný systém a nástupce iOS 12 byl představen na konferenci Apple vývojářů WWDC 2019 a vydán v srpnu 2019.
Prezentace iPadOS dává důraz na funkce, které poskytuje iPadům navíc oproti iOS, zejména díky jejich obrazovce, např. možnosti multitaskingu, drag and drop nebo použití Apple Pencil a dalších digitálních per. Apple vydává každoroční aktualizace systému spolu se stejně číslovanými verzemi iOS pro iPhony. V září 2023 byla uvolněna pro veřejnost verze iPad OS 17 a v září 2024 byla vydána verze iPadOS 18.

## Historie
První iPad byl vydaný v roce 2010 a využíval iPhone OS 3.2, které přidalo podporu pro větší zařízení, předtím bylo iPhone OS používáno pouze pro zařízení iPhone a iPod Touch. S vydáním iOS 4 bylo iPhone OS přejmenováno na iOS.
Aby Apple mohl rozšířit funkce na iPad, vytvořil iPadOS. Nové jméno získala nástavba iOS od verze 13.1.

## Funkce

### Home Screen
Na rozdíl od předešlých verzí iOS, rozpoložení aplikací na ploše může zobrazit až 5 řad a 6 sloupců bez ohledu na to, zda je zařízení otočené na šířku nebo na výšku

### Multitasking
iPadOS má oproti iOS velmi rozšířenou funkci Multitasking s funkcemi jako Slide Over a Split View, který nabízí možnost, používat více aplikací najedou vedle sebe. Dvojité kliknutí na domovské tlačítko nebo přejetí prstem zespodu obrazovky zobrazí všechny předešlé aplikace.
Pokud se při používání aplikací lehce posune prstem odspodu obrazovky, zobrazí se Dock.

### Safari
Safari nyní zobrazuje stránky ve vzhledu pro počítače, obsahuje správce stahování a má 30 nových klávesových zkratek v případě, že je připojena externí klávesnice.

### Sidecar
Sidecar je možnost použití iPadu, jako externí monitor pro MacOS, funkce je pojmenovaná jako odkaz na postranní vozík. iPad podporující Apple Pencil se dá s aplikací Adobe Photoshop použít jako grafický tablet.

### Úložiště
iPadOS má možnost připojení externího úložiště, jako třeba USB flash disk nebo externí disk.

### Podpora pro myš a Trackpad
Podpora pro myš a Trackpad byla vydána ve verzi 13.4.